# هووپانانکسکی

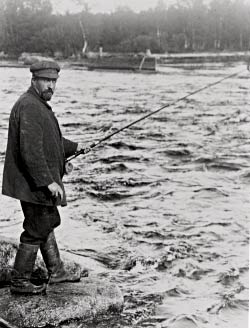
نویسنده فنلاندی یوهانی آهو در حال ماهیگیری در هووپانانکسکی در سال ۱۹۱۲

هووپانانْکُسکی (انگلیسی: Huopanankoski) یک تنداب ماهیگیری محبوب در مرکز فنلاند با چشم‌انداز میراث فرهنگی است. ماهیگیری ورزشی از دهه ۱۸۰۰ در این آبها انجام می‌شد. این تندآب‌ها توسط نویسنده و روزنامه‌نگار فنلاندی، یوهانی آهو، که داستان‌های کوتاه محبوبی دربارهٔ تجربیات ماهیگیری خود نوشت، به شهرت رسید.